# Paul Tannery
Paul Tannery (Mantes-la-Jolie, 20 dicembre 1843 – Pantin, 27 novembre 1904) è stato un matematico, storico e divulgatore scientifico francese.
È stato il fratello maggiore del matematico e filosofo Jules Tannery (1848-1910), autore del rinomato Notions mathématiques.

## Biografia
Nacque in una famiglia cattolica, iniziò il suo percorso formativo in un istituto privato della città natale, per proseguire in lycées di Le Mans e Caen. Ebbe accesso all'École polytechnique, superando l'esame di ammissione con l'eccellenza. All'École studiò matematica, scienze e le lingue classiche, che furono poi i suoi campi di ricerca prediletti in età adulta.
Fu impiegato col titolo di "apprendista ingegnere" all'École d'applications des Tabacs, passando nel 1865 a una fabbrica di tabacco a Lille. Nel 1867 si trasferì a Parigi. Tre anni dopo combatté come capitano nella guerra franco-prussiana; fervente patriota, non accettò mai la resa e il trattato di Francoforte.
A causa del suo impiego come ingegnere nell'industria del tabacco, si spostò molto. nel 1872 a Périgord, nel 1874 a Bordeaux, a Le Havre nel 1877, tornò poi a Parigi nel 1883, a Tonneins nel 1886, di nuovo a Bordeaux nel 1888, e infine di nuovo a Parigi nel 1890, dove sarebbe rimasto fino alla morte, avvenuta nel 1904. Fu assunto come supplente da Charles Leveque, insegnante di filosofia greca e latina al Collège de France, tra il 1892 e il 1897.
Malgrado l'imponente mole della sua produzione scientifica, Tannery non divenne mai professore universitario e lavorò come ingegnere per tutta la vita. Solo nel 1903 ebbe l'occasione di entrare come Professore di storia della matematica al Collège de France, e sebbene la sua nomina sembrasse certa — aveva persino cominciato a scrivere la conferenza inaugurale — all'ultimo momento gli venne preferito Grégoire Wyrouboff.
Tannery morì a Parigi nel 1904. Sua moglie Marie, che gli sopravvisse per più di quarant'anni (morì nel 1945), pubblicò molti suoi lavori postumi.

## Contributi scientifici
Tannery fu autore di numerose opere sulla scienza antica; in particolare si applicò nella comprensione delle scienze matematiche in epoca bizantina e medievale e nel XVII secolo.
Ellenista, nel 1883 curò un'edizione sui lavori del matematico alessandrino Diofanto. Insieme a Charles Henry, realizzò l'edizione nazionale delle opere di Fermat, e con Charles Adam delle opere di Cartesio. I suoi contributi "minori" furono ristampati dopo la sua morte nei diciassette volumi delle Mémoires scientifiques.

## Pubblicazioni originali
- La Géométrie grecque, Parigi, Gauthier-Villars, 1887.
- Pour l'histoire de la science hellène, Parigi, Félix Alcan, 1887 (rist. Parigi, Gauthier-Villars, 1930).
- Recherches sur l'histoire de l'astronomie ancienne, Parigi, Gauthier-Villars, 1893.
- Diophantus alexandrinus. Opera Omnia, 2 volumi, Lipsia, B.G. Teubner, 1893-1895.
- (con la collaboraz. di Ch. Henry), Œuvres de Fermat, 5 volumi, Parigi, Gauthier-Villars, 1891-1922.
- (con la collaboraz. di Ch. Adam), Œuvres de Descartes, Parigi, Léopold Cerf, 1897-1909 (2 supplem. nel 1910 e nel 1913).
- Mémoires scientifiques (17 volumi, Tolosa, Édouard Privat; Parigi, Gauthier-Villars, 1912-1950):
  - Sciences exactes dans l'Antiquité (vol. I-III);
  - Sciences exactes chez les byzantins (vol. IV);
  - Sciences exactes au Moyen Âge (vol. V);
  - Sciences modernes (vol. VI);
  - Philosophie antique (vol. VII);
  - Philosophie moderne (vol. VIII);
  - Philologie (vol. IX);
  - Généralités historiques (vol. X);
  - Comptes rendus et analyses (vol. XI-XII);
  - Correspondance (vol. XIII-XVI);
  - Biographie, Bibliographie, compléments et tables, (vol. XVII).